# Bataille des îles Green
 (mai 2025).
Seconde Guerre mondiale - Pacifique
Batailles
Terrestres : 
- Invasion de Tulagi
- Guadalcanal
- Opération Ke
- Nouvelle-Géorgie
- Vella Lavella
- Îles du Trésor
- Choiseul
- Bougainville
- Îles Green

Navales :
- Détroit de Blackett
- I-Go
- Bataille du golfe de Kula
- Kolombangara
- Golfe de Vella
- Vella Lavella (navale)
- Baie de l'Impératrice Augusta
- Horaniu
- Cap Saint-George

La bataille des îles Green désigne les opérations amphibies menées par la Nouvelle-Zélande, avec l'assistance et la participation des États-Unis, contre la garnison japonaise des îles Green du 29 janvier au 27 février 1944, dans le cadre de la campagne des îles Salomon (qui était à l'époque un protectorat britannique) durant la guerre du Pacifique.
Les Alliés avaient pour objectif de reprendre possession des îles Green afin d'y établir des aérodromes pour accentuer leurs raids aériens en Nouvelle-Bretagne, en Nouvelle-Irlande (île) ou encore sur les îles Truk.
Avant la bataille, les Japonais utilisaient de leur côté ces îles, et notamment Nissan la plus grande de cet archipel, comme point d'étape pour leurs navires effectuant des liaisons maritimes entre leur base principale dans la région de Rabaul et leurs troupes en garnison sur Bougainville. 

## La bataille

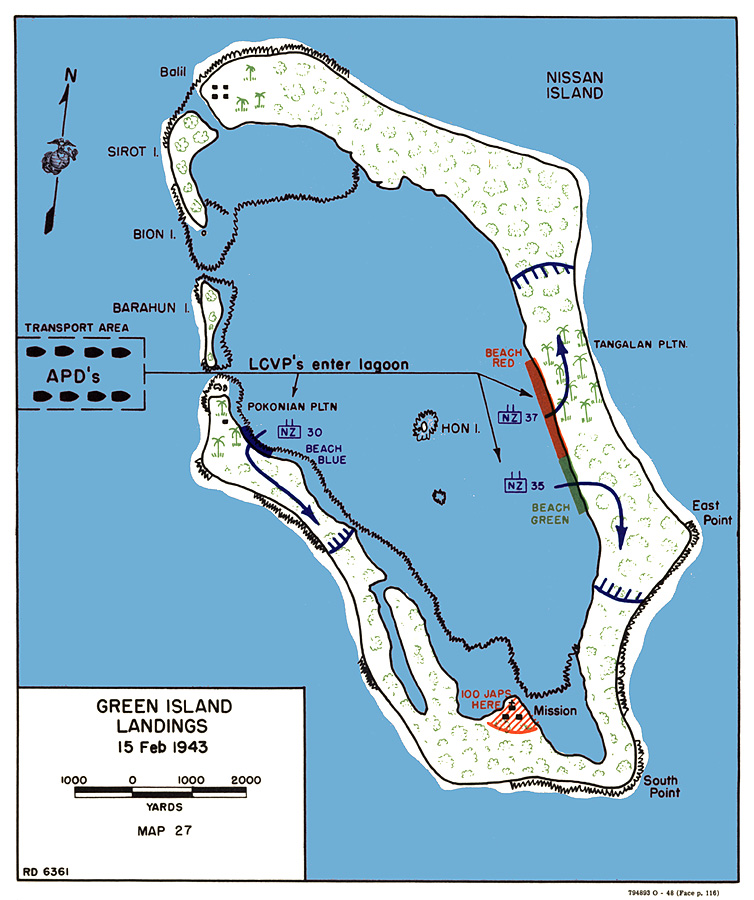
Carte des opérations sur Nissan en février 1944

Dans les premières heures du 30 janvier 1944, 322 soldats néo-zélandais, plus un groupe d'ingénieurs et de spécialistes composé de 27 Américains et 11 autres Néo-Zélandais, arrivèrent sur Nissan et y organisèrent une mission de reconnaissance préalable afin d'y collecter dans la journée diverses données et mesures en vue du débarquement principal et de la future construction de la base militaire, de ses installations portuaires et de l'aérodrome prévus sur l'île. 
Ils en repartirent le lendemain soir, le 31 janvier, après avoir trouvé des sites idéaux pour les futures opérations. Trois Américains, membres d'équipage d'un embarcation de débarquement, et un soldat néo-zélandais furent tués dans la matinée de cette journée par des tirs de mitrailleuses ennemies, les Japonais déplorant la perte d'une vingtaine des leurs. Plusieurs raids aériens impériaux eurent lieu dans la journée sans causer de dommages.
Des renforts japonais venant de Rabaul par sous-marin furent déposés dans la zone le 5 février 1944.
Le 15 février 1944, les Néo-Zélandais, à bord de véhicules de débarquements américains, lancèrent un assaut amphibie sur trois sites de débarquements à l'intérieur du lagon, sans opposition. Ils rencontrèrent une concentration estimée à une centaine de soldats japonais dès le lendemain, regroupés autour d'une ancienne mission catholique abandonnée au sud de l'île, et réussirent à sécuriser ces positions le 19 février 1944.
Un débarquement de plus faible envergure prit place le 19 février sur la petite île de Sirot, à l'entrée du lagon, sur laquelle s'étaient réfugiés une trentaine de soldats japonais, et qui tomba sous possession alliée cette même journée.
Un dernier assaut fut lancé sur l'île de Sau le 21 février 1944, au nord-ouest, où 14 soldats impériaux furent neutralisés. 
Quelques éléments isolés japonais furent neutralisés les jours suivants à travers Nissan, qui fut alors déclarée sécurisée le 27 février 1944.

## Conséquences
Les équipes du génie militaire américain et néo-zélandais s'attelèrent aussitôt à la construction de diverses infrastructures sur Nissan.
Une base aérienne et deux pistes de décollage, l'une pour les chasseurs, l'autre pour les bombardiers lourds fut en fonction dès le 26 mars 1944. Il fut également construit sur la base militaire, capable d'accueillir plus de 17 000 hommes, des routes, une base de PT boat, une station de radar ainsi que divers entrepôts et bâtiments.
Le lieutenant Richard Nixon de l'US Navy, futur président des États-Unis, a servi sur cette base en tant qu'officier chargé du ravitaillement d'avril à août 1944.